# Cantó de Burie
El cantó de Burie és un cantó francès del departament del Charente Marítim, situat al districte de Saintes. Té 10 municipis i el cap és Burie.

## Municipis
- Burie
- Chérac
- Dompierre-sur-Charente
- Écoyeux
- Migron
- Saint-Bris-des-Bois
- Saint-Césaire
- Saint-Sauvant
- Le Seure
- Villars-les-Bois

| Data d'elecció                           | Identitat         | Partit  | Qualitat |
| ---------------------------------------- | ----------------- | ------- | -------- |
| 1945-1955                                | M. Clerc          | Radical |          |
| 1955-1967                                | Georges Vinet     | UDR     |          |
| 1967-1985                                | René Boucher      | PCF     |          |
| 1985-2004                                | Michel Cheneau    | PS      |          |
| 2004-2011                                | Sylvain Brouard   | PS      |          |
| 2011-                                    | Fabrice Barusseau | PS      |          |
| les dades anteriors no són pas conegudes |                   |         |          |
|                                          |                   |         |          |

## Demografia
| A partir de 1990: Població sense dobles comptes |